# Literatura de Estados Unidos en español
La producción de la literatura de Estados Unidos en español, o de la literatura escrita en español o en inglés por autores de origen hispano en los Estados Unidos es casi tan antigua como la presencia del español al norte del río Bravo, pero cada vez más numerosa.
En los últimos años, debido al aumento de los lectores en español, y al mayor influjo y poderío económico de la cultura hispana, han aparecido escritores hispanos de Estados Unidos con rasgos propios.

## Historia y desarrollo

### Siglo XIX: los inicios
Las zonas colonizadas por España en lo que ahora ocupan los Estados Unidos  fueron las más ricas situadas al sur: Texas, Florida y California. También otras menos ricas: Luisiana, Oregón, Nuevo México, Arizona, Nevada, Utah y partes de Colorado, Wyoming, Kansas y Oklahoma, etcétera. Todas ellas formaban parte de México, salvo Luisiana y Florida (vendidas por España a los Estados Unidos), que formaban parte de México hasta que el Tratado de Guadalupe Hidalgo las traspasó a los Estados Unidos en 1848. La toponimia de esas regiones deja notar muchas veces el origen español de muchas de sus ciudades, populosas o no (Los Ángeles, San Francisco, San Antonio, San Luis, Sacramento, San Diego, El Paso...) El mismo nombre de California procede de un libro de caballerías, Las sergas de Esplandián (1510), y designa un reino ficticio gobernado por una reina negra, Calafia.
Muchas obras en español se publicaron en los Estados Unidos durante el siglo XIX: la novela histórica Jicotencal (Filadelfia, 1826), del español liberal emigrado Félix Mejía, además de la Vida de Fernando VII y Los retratos políticos de la revolución de España, entre otras obras del mismo autor. The Squatter and the Don (1885), de Amparo Ruiz de Burton, refleja la situación de los vencidos tras la firma del Tratado de Guadalupe-Hidalgo.

### Siglo XX: la consolidación
Ya en el siglo XX, Adolfo Carrillo publica sus Cuentos californianos (1922) y Felipe Alfau publica Locos (1936), una refinada y vanguardista colección de cuentos escrita por un americaniard; siguió Chromos (1948), novela que narra las aventuras de un español en los Estados Unidos. Mexican Village (1945), de Josephina Niggli, de origen europeo pero nacida en México, ofrece una visión más idealizada que vivida de la cultura mexicana a través de diez relatos que se entrecruzan de forma muy amena. El puertorriqueño Jesús Colón (1901-1974), coetáneo de Alfau y de humildísimos orígenes. Afroamericano y comunista, compuso una copiosa y brillante obra periodística en inglés y en español: Un puertorriqueño en Nueva York y otras estampas (1961) es su obra más característica en una producción salpicada por una inmensa humanidad y sentido del humor, inaugurando una literatura nuyoricana que, junto a la emergencia de una identidad chicana, señala el comienzo de un movimiento de resistencia política y afirmación de los valores culturales latinos. A lo largo de la década de los sesenta, surgen en ambas costas obras de importancia decisiva. El juez puertorriqueño Edwin Torres ofreció su visión de la delincuencia latina en Carlito’s Way (1963), novela llevada al cine al menos dos veces. Ese mismo año, el chicano John Rechy publicó City of Night, que novela el mundo de la prostitución masculina en Nueva York, Los Ángeles, San Francisco y Nueva Orleáns. En Down These Mean Streets (1967), Piri Thomas escribe una novela autobiográfica sobre la vida en el Harlem español o Spanish Harlem, barrio hispano del Alto Manhattan. Aunque no vio la luz hasta 1984, la mejor crónica de la historia de la colonia puertorriqueña de Nueva York son las Memorias de Bernardo Vega, documento de gran valor sociológico y literario.
La década de 1970 es la del gran renacer de la literatura estadounidense en español, con obras que forman ya parte del canon clásico como …Y no se lo tragó la tierra (1971), de Tomás Rivera, y Estampas del valle (1973) de Rolando Hinojosa-Smith. Diferente, pero de gran interés, es la Autobiografía de un búfalo marrón (1972) del activista chicano Óscar Z. Acosta, personaje de vida y muerte intrigantes que gozó de la amistad de Hunter S. Thompson, quien trazó su perfil inovidable en Rolling Stone. En nuyoricana es Nicholassa Mohr, autora de tres obras de gran valor testimonial y literario: Nilda (1973), El Bronx Remembered (1975) e In Nueva York (1977). La trilogía de clásicos de la literatura chicana escrita por Anaya, Rivera e Hinojosa-Smith tiene un precursor en Pocho (1959), de José Antonio Villarreal, y un continuador en Sabine Ulibarri, autor de los relatos recogidos en Mi abuela fumaba puros y otros cuentos de Tierra Amarilla (1977).
Iniciada la siguiente década, en 1982 se publican dos obras que ocupan un lugar central. Hunger of Memory, autobiografía que sigue los pasos de Richard Rodríguez desde un barrio pobre de San Francisco hasta Harvard. A su vez, en la Costa Este, el puertorriqueño Edward Rivera publica Family Installments, novela sobre una familia de Spanish Harlem impecablemente escrita. En 1983 debuta el famoso Óscar Hijuelos, cubano del Bronx, con la excelente Our House in the Last World. Con este nombre se suele alinear a Sandra Cisneros, chicana de Chicago que publica A House on Mango Street (1984), una obrita para niños en apariencia menor pero cuya influencia sigue perdurando hoy. Por último, aparicen dos novelas de gran calibre: The Long Night of White Chickens, que marca la aparición de un escritor de primer orden, el guatemalteco-americano Francisco Goldman, y Los reyes del mambo tocan canciones de amor, novela de Hijuelos que obtiene el Premio Pulitzer al año siguiente.
En 1990, además del Pulitzer de Hijuelos, son finalistas del National Book Award Chromos (casi medio siglo después de su publicación), de Felipe Alfau, y Paradise, de la española Elena Castedo. Esto anima a más autores. En 1991 se imprime How the García Girls Lost Their Accents de la dominicana Julia Álvarez. En 1992, quinto centenario del descubrimiento de América, Abraham Rodríguez, Jr. publica The Boy Without a Flag: Tales of the South Bronx (1992), libro de cuentos a la altura de los de Junot Díaz. El colombiano Jaime Manrique publica Latin Moon in Manhattan, farsa sobre drogas y amoríos homosexuales en el barrio neoyorquino de Queens, y Cristina García hace saber su Dreaming in Cuban. En 1993 el chicano Dagoberto Gilb confirma su talento con The Magic of Blood (1993) y en 1994 Abraham Rodríguez publica Spidertown, novela sobre el mundo de las drogas en la zona norte de Nueva York. En 1997 Marinero raso ratifica a Francisco Goldman como autor de talla internacional y en la Feria del Libro de Fráncfort, editores de todo el mundo pujan por hacerse con los derechos de Drown, libro de cuentos del hoy famoso Junot Díaz. Un año después se imprime Yo-Yo Boing! de Giannina Braschi la primera novela dramática en Espanglish. Ese mismo año Rolando Hinojosa-Smith, hijo de un campesino que había luchado en la revolución mexicana y él mismo veterano de la Guerra de Corea, convertido en profesor universitario, publica Ask a Policeman, con la que pone fin a la larga serie de Klail City un cuarto de siglo después de haberla iniciado con Estampas del valle. Hinojosa amalgama las más diversas influencias, desde clásicos castellanos como Benito Pérez Galdós a Anthony Powell (autor de Dance to the Music of Time, saga narrativa en 12 volúmenes), Heinrich Böll, William Faulkner y Mark Twain y el escritor polaco-americano de origen judío Isaac Bashevis Singer. Sus novelas son corales, llenas de personajes que protagonizan un auténtico protagonista colectivo: Klail City. El castellano de sus cinco primeros libros es bellísimo y de un corte clásico que se ha perdido en la mayor parte del ámbito literario panhispánico. A partir de la sexta entrega, Rites and Witnesses, Hinojosa-Smith utilizó solo el inglés.

### Siglo XXI: el desarrollo
Durante el siglo XXI continúan publicando escritores exitosos como Ariel Dorfman, Giannina Braschi, Junot Diaz, Isabel Allende, Diamela Eltit, Julia Álvarez, Sandra Cisneros, Ana Castillo, e Alberto Fuguet. Las nuevas figuras incluyen Santiago Vaquera-Vásquez e Elizabeth Acevedo. Entre el español y el inglés se mueven el dominicano-americano Junot Díaz  y la puertorriqueña Giannina Braschi. Estados Unidos de Banana de Braschi (2011) es una tragicomedia posmoderna sobre la caída del imperio americano y las consecuencias de los atentados del 11 de septiembre de 2001 contra el World Trade Center en Nueva York. Así es como la pierdes (2012) de Junot Díaz es un libro sobre el amor.

## Opiniones críticas
Según el poeta y crítico cubano Jesús J. Barquet,  "si a la hora de determinar una literatura nacional, partimos de entender la literatura como la expresión artística de un supuesto 'ser nacional' vivo y cambiante, en estrecha correspondencia con los individuos concretos y diversos que conforman dicha nación, entonces la literatura estadounidense debiera repensar las limitaciones que implica el concebirse como monolingüe anglo ―abierta solo lexicalmente a folclorismos intencionalmente tenidos como exóticos―, y aceptar en términos identitarios el rampante bilingüismo de inglés y español que exhiben muchas regiones importantes de la Unión Americana."
En los últimos años, debido a la creciente de lectores en español y al mayor influjo y poderío económico de la cultura hispana, han aparecido escritores hispanos de Estados Unidos con rasgos propios.
En opinión del escritor y periodista de El Nuevo Herald, Andrés Hernández Alende, "el panorama literario en español en los Estados Unidos se ha enriquecido enormemente en los últimos años con el aporte de la inmigración. Y hay un fenómeno nuevo: hay más autores hispanos escribiendo y publicando en español en los Estados Unidos y sobre temas propios de los Estados Unidos, a diferencia de lo que pasaba antes, cuando un gran número de autores hispanos escribían en inglés. Hay muchos escritores excelentes en el mundo literario en español de los Estados Unidos de hoy, como Daína Chaviano, Ilan Stavans, Debra Castillo, Frederick Luis Aldama, Enrique Quiñónez, Mayra Santos Azucena Ordoñez Rodas, Jorge Majfud, Teresa Dovalpage, Pedro Medina, Ani Palacios, Fernando Villaverde."